# 蒋立虹
蒋立虹（1961年7月—），云南建水人，彝族，中国共产党党员。中华人民共和国政治人物、第十三届全国人民代表大会云南省代表。

## 生平
2018年，蒋立虹被选为云南省出席第十三届全国人民代表大会代表。